# Acylochilus persimilis
Acylochilus persimilis is een keversoort uit de familie bladsprietkevers (Scarabaeidae). De wetenschappelijke naam van de soort is voor het eerst geldig gepubliceerd in 1959 door Martinez.